# Базла
Базла (фр. Bazelat) насеље је и општина у централној Француској у региону Лимузен, у департману Крез која припада префектури Гере.
По подацима из 2011. године у општини је живело 289 становника, а густина насељености је износила 21,52 становника/km². Општина се простире на површини од 13,43 km². Налази се на средњој надморској висини од 345 метара (максималној 400 m, а минималној 280 m).

## Демографија
| 1962. | 1968. | 1975. | 1982. | 1990. | 1999. | 2011. |
| ----- | ----- | ----- | ----- | ----- | ----- | ----- |
| 402   | 492   | 429   | 373   | 303   | 285   | 289   |

График промене броја становника у току последњих година